# Anti Tank Nun
Anti Tank Nun – polska grupa wykonująca szeroko pojętą muzykę heavymetalową. Powstała na początku 2012 roku z inicjatywy znanego z zespołu Acid Drinkers Tomasza „Titusa” Pukackiego oraz 14-letniego wówczas Igora „Iggy’ego” Gwadery. Początkowo Titus i Iggy planowali zrealizować tylko jedno nagranie studyjne oraz teledysk, z czasem jednak projekt rozrósł się, w efekcie czego grupa podjęła decyzję o wydaniu pełnego albumu studyjnego. Skład zespołu uzupełniła dwójka muzyków z grupy Nikt – Adam „Adi” Bielczuk oraz Bogumił „Mr. Bo” Krakowski. 25 maja 2012 roku nakładem Metal Mind Productions ukazał się debiutancki album zespołu pt. Hang’em High. W lutym 2013 roku w Katowicach Anti Tank Nun supportowało koncert gitarzysty Slasha.
W 2015 roku do zespołu dołączył 22-letni wówczas syn Titusa - Max Alex Pukacki w roli basisty.

## Dyskografia
| Rok  | Tytuł                                                                     | Pozycja na liście |
| Rok  | Tytuł                                                                     | POL               |
| ---- | ------------------------------------------------------------------------- | ----------------- |
| 2012 | Hang’em High - Data: 25 maja 2012 - Wydawca: Metal Mind Productions       | 46                |
| 2013 | Fire Follow Me - Data: 13 maja 2013 - Wydawca: Metal Mind Productions     | 27                |
| 2017 | Permanent Erection - Data: 19 maja 2017 - Wydawca: Metal Mind Productions |                   |

| Rok  | Tytuł         | Pozycja na liście | Album          |
| Rok  | Tytuł         | Turbo Top         | Album          |
| ---- | ------------- | ----------------- | -------------- |
| 2012 | „Devil Walks" | 1                 | Hang’em High   |
| 2013 | „Sake Crazy"  | 2                 | Fire Follow Me |

## Teledyski
| Rok  | Tytuł                                      | Reżysera/Realizacja | Album          | Źródło |
| ---- | ------------------------------------------ | ------------------- | -------------- | ------ |
| 2012 | „Hang 'Em High"                            | —                   | Hang 'Em High  | [ 6 ]  |
| 2012 | „If You're Going Through Hell, Keep Going" | Grupa 13            | Hang 'Em High  | [ 7 ]  |
| 2012 | „Devil Walks"                              | Grupa 13            | Hang 'Em High  | [ 8 ]  |
| 2013 | „Under the Big Black Tent"                 | —                   | Fire Follow Me | [ 9 ]  |